# ایران در فوتبال المپیک تابستانی
پیشینه حضورتیم ملی فوتبال ایران در بازی‌های فوتبال المپیک تابستانی به چهار دوره صعود و سه دوره حضور قبل از انقلاب باز می‌گردد؛ فوتبال بازی‌های المپیک تابستانی ۱۹۶۴ توکیو، فوتبال بازی‌های المپیک تابستانی ۱۹۷۲ مونیخ و فوتبال بازی‌های المپیک تابستانی ۱۹۷۶ مونترال. تیم ملی علی‌رغم صعود به بازی‌های المپیک تابستانی ۱۹۸۰ مسکو با مصادف شدن تحولات انقلاب و تغییر نظام، مسابقات را به خاطر اشغال افغانستان توسط امریکا تحریم کرد، و تیم ملی فوتبال سوریه جایگزین ایران شد. مهم‌ترین عنوان کسب شده تیم ملی به فوتبال بازی‌های المپیک تابستانی ۱۹۷۶ مونترال برمی‌گردد که با صعود از گروه خود به‌عنوان تیم دوم، وارد ۱/۴ نهایی و ۸ تیم برتر شد که در نهایت با شکست مقابل تیم ملی فوتبال شوروی حذف گردید. از بازی‌های المپیک تابستانی ۱۹۹۲ بارسلون تیم‌های ملی زیر ۲۳ سال در این مسابقات حاضر می‌شوند. تیم ملی فوتبال به فوتبال بازی‌های المپیک تابستانی ۱۹۸۰ راه یافت اما این مسابقات را تحریم کرد. از سال ۱۹۹۲ تیم امید در مرحله مقدماتی این مسابقات شرکت می کند که چهل و اندی سال است که از راهیابی به این مسابقات بازمانده است و در مقدماتی مسابقات فوتبال بازی‌های المپیک تابستانی ۲۰۱۲ علی‌رغم شایستگی‌های فراوان به دلیل استفاده از بازیکن دو کارته ۳-۰ مقابل عراق بازنده اعلام شد. به خاطر عدم موفقیت در صعود به المپیک، رسانه‌ها و اهالی فوتبال این واقعه را با عنوان حسرت صعود به المپیک چهل ساله شد، نام می‌برند.

## فوتبال بازی‌های المپیک تابستانی ۱۹۶۴

### ترکیب تیم ملی در بازی‌های المپیک تابستانی ۱۹۶۴
سرمربی: حسین فکری 
| شماره. | پست. | بازیکن           | زادروز         | سن | بازی ملی | باشگاه     |
| ------ | ---- | ---------------- | -------------- | -- | -------- | ---------- |
| ۱      | GK   | عزیز اصلی        | ۴ آوریل ۱۹۳۷   | ۲۷ | ?        | دارایی     |
| ۲      |      | منصور امیرآصفی   | ۱۹ ژوئیه ۱۹۳۳  | ۲۱ | ?        | کیان تهران |
| ۳      |      | علی میرزایی      | ۹ اکتبر ۱۹۴۲   | ۲۱ | ?        |            |
| ۴      | DF   | مصطفی عرب        | ۳۱ دسامبر ۱۹۴۲ | ۲۲ | ?        | عقاب تهران |
| ۵      |      | حسن حبیبی        | ۷ فوریه ۱۹۳۹   | ۲۵ | ?        | پاس تهران  |
| ۶      |      | ابراهیم لطیفی    | ۲۷ ژانویه ۱۹۳۹ | ۲۵ | ?        |            |
| ۷      |      | عبدالله سعیدی    | ۲۴ اوت ۱۹۴۲    | ۲۲ | ?        |            |
| ۸      |      | کامبیز جمالی     | ۹ ژوئیه ۱۹۳۸   | ۲۶ | ?        | تاج تهران  |
| ۹      | MF   | جلال طالبی       | ۱۶ آوریل ۱۹۴۴  | ۲۰ | ?        |            |
| ۱۰     |      | غلامحسین نوریان  | ۱۶ مارس ۱۹۳۵   | ۲۹ | ?        | دارایی     |
| ۱۱     |      | محمدحسین خداپرست | ۲۷ مه ۱۹۳۸     | ۲۶ | ?        |            |
| ۱۲     |      | کرم نیرلو        | ۱۰ مارس ۱۹۴۳   | ۲۱ | ?        | تاج تهران  |
| ۱۳     |      | غلامحسین فنایی   | ۱۴ مه ۱۹۴۲     | ۲۲ | ?        |            |
| ۱۴     |      | فریبرز اسماعیلی  | ۱ ژوئیه ۱۹۴۰   | ۲۴ | ?        | تاج تهران  |
| ۱۵     |      | داریوش مصطفوی    | ۸ سپتامبر ۱۹۴۴ | ۲۰ | ?        | تاج تهران  |
| ۱۶     | MF   | پرویز قلیچ‌خانی   | ۴ دسامبر ۱۹۴۵  | ۱۸ | ?        | کیان تهران |
| ۱۷     | GK   | محمد بیاتی       | ۵ مه ۱۹۳۲      | ۳۲ | ?        | تاج تهران  |

### گروه A
| تیم    | بازی | برد | مساوی | باخت | گل‌زده | گل‌خورده | تفاضل‌گل | Pts |
| ------ | ---- | --- | ----- | ---- | ----- | ------- | ------- | --- |
| آلمان  | ۳    | ۲   | ۱     | ۰    | ۷     | ۱       | +۶      | ۵   |
| رومانی | ۳    | ۲   | ۱     | ۰    | ۵     | ۲       | +۳      | ۵   |
| مکزیک  | ۳    | ۰   | ۱     | ۲    | ۲     | ۶       | −۴      | ۱   |
| ایران  | ۳    | ۰   | ۱     | ۲    | ۱     | ۶       | −۵      | ۱   |

### آمار مسابقات
| آلمان                                                      | 4 – 0  | ایران |
| ---------------------------------------------------------- | ------ | ----- |
| برنولدز بوچپیب ۷' · ابرهارد ووگل ۲۰' ۶۳' · هنینگ فرنزل ۴۴' | Report |       |

داور: کیروش  برزیل

| ایران         | 1 – 1  | مکزیک                  |
| ------------- | ------ | ---------------------- |
| کرم نیرلو ۵۹' | Report | ژوزه لوئیز گونزالس ۵۴' |

داور: ژان استانلی ونتومی ( غنا)

| رومانی            | 1 – 0  | ایران |
| ----------------- | ------ | ----- |
| کرنل پهلوویچی ۲۶' | Report |       |

داور: میگوئل کوسانا ( آرژانتین)

## فوتبال بازی‌های المپیک تابستانی ۱۹۷۲

### ترکیب تیم ملی در بازی‌های المپیک تابستانی ۱۹۷۲
سرمربی: محمود بیاتی 
| شماره. | پست. | بازیکن            | زادروز          | سن | بازی ملی | باشگاه         | تعداد بازی | تعداد گل | دقیقه بازیکن | Sub off | Sub on | کارت زرد/قرمز |
| ------ | ---- | ----------------- | --------------- | -- | -------- | -------------- | ---------- | -------- | ------------ | ------- | ------ | ------------- |
| ۱      | GK   | رضا قفل‌ساز        | ۲۱ فوریه ۱۹۵۰   | ۲۲ | ?        | پاس تهران      | ۰          | ۰        | ۰            | ۰       | ۰      | ۰             |
| ۲      | DF   | ابراهیم آشتیانی   | ۴ ژانویه ۱۹۴۲   | ۳۰ | ?        | پرسپولیس تهران | ۳          | ۰        | ۲۷۰          | ۰       | ۰      | ۰             |
| ۳      | DF   | جعفر کاشانی       | ۴ مارس ۱۹۴۵     | ۲۷ | ?        | پرسپولیس تهران | ۲          | ۰        | ۱۸۰          | ۰       | ۰      | ۰             |
| ۴      | DF   | مجید حلوایی       | ۲ ژوئیه ۱۹۴۸    | ۲۳ | ?        | پیکان تهران    | ۳          | ۱        | ۲۷۰          | ۰       | ۰      | ۱             |
| ۵      | DF   | اکبر کارگرجم      | ۲۶ دسامبر ۱۹۴۷  | ۲۲ | ?        | تاج تهران      | ۳          | ۰        | ۲۷۰          | ۰       | ۰      | ۰             |
| ۶      | MD   | پرویز قلیچ‌خانی    | ۴ دسامبر ۱۹۴۵   | ۲۶ | ?        | پاس تهران      | ۳          | ۰        | ۲۷۰          | ۰       | ۰      | ۰             |
| ۷      | MD   | علی پروین         | ۱۲ اکتبر ۱۹۴۶   | ۲۵ | ?        | پرسپولیس تهران | ۳          | ۰        | ۲۷۰          | ۰       | ۰      | ۰             |
| ۸      | MD   | علی جباری         | ۲۰ ژونیه ۱۹۴۶   | ۲۲ | ?        | تاج تهران      | ۱          | ۰        | ۶۳           | ۱       | ۰      | ۰             |
| ۹      | MD   | محمد صادقی        | ۱۶ مارس ۱۹۵۲    | ۲۰ | ?        | پاس تهران      | ۲          | ۰        | ۱۸۰          | ۰       | ۰      | ۰             |
| ۱۰     | FW   | صفر ایرانپاک      | ۲۳ دسامبر ۱۹۴۷  | ۲۴ | ?        | پرسپولیس تهران | ۳          | ۰        | ۲۶۱          | ۱       | ۰      | ۰             |
| ۱۱     | FW   | اصغر شرفی         | ۲۲ دسامبر ۱۹۴۲  | ۲۹ | ?        | پاس تهران      | ۱          | ۰        | ۹۰           | ۰       | ۰      | ۰             |
| ۱۲     | MD   | غلام وفاخواه      | ۲۳ فوریه ۱۹۴۶   | ۲۵ | ?        | تاج تهران      | ۳          | ۰        | ۲۰۷          | ۰       | ۱      | ۰             |
| ۱۳     | MD   | جواد قراب         | ۳۰ ژوئیه ۱۹۴۱   | ۳۱ | ?        | تاج تهران      | ۱          | ۰        | ۹۰           | ۰       | ۰      | ۰             |
| ۱۴     | FW   | محمود خردبین      | ۲۴ سپتامبر ۱۹۴۸ | ۲۳ | ?        | پرسپولیس تهران | ۲          | ۰        | ۱۴۶          | ۰       | ۱      | ۰             |
| ۱۵     | FW   | مهدی لاری لواسانی | ۱۱ ژوئیه ۱۹۴۷   | ۲۵ | ?        | پاس تهران      | ۱          | ۰        | ۹۰           | ۰       | ۰      | ۰             |
| ۱۶     | MD   | علی‌رضا عزیزی      | ۱۴ ژانویه ۱۹۴۹  | ۲۳ | ?        | هما تهران      | ۱          | ۰        | ۹            | ۰       | ۱      | ۰             |
| ۱۷     | DF   | جواد الله‌وردی     | ۹ آوریل ۱۹۵۲    | ۲۰ | ?        | پرسپولیس تهران | ۰          | ۰        | ۰            | ۰       | ۰      | ۰             |
| ۱۸     | DF   | مهدی مناجاتی      | ۲۹ ژوئن ۱۹۴۶    | ۲۶ | ?        | پاس تهران      | ۱          | ۰        | ۳۴           | ۱       | ۰      | ۰             |
| ۱۹     | GK   | منصور رشیدی       | ۱۲ نوامبر ۱۹۴۸  | ۲۳ | ?        | تاج تهران      | ۳          | ۰        | ۲۷۰          | ۰       | ۰      | ۰             |

### گروه C
| تیم      | بازی | برد | مساوی | باخت | گل‌زده | گل‌خورده | تفاضل‌گل | امتیاز |
| -------- | ---- | --- | ----- | ---- | ----- | ------- | ------- | ------ |
| مجارستان | ۳    | ۲   | ۱     | ۰    | ۹     | ۲       | +۷      | ۵      |
| دانمارک  | ۳    | ۲   | ۰     | ۱    | ۷     | ۴       | +۳      | ۴      |
| ایران    | ۳    | ۱   | ۰     | ۲    | ۱     | ۹       | −۸      | ۳      |
| برزیل    | ۳    | ۰   | ۱     | ۲    | ۴     | ۶       | −۲      | ۱      |

### آمار مسابقات
| مجارستان                                                       | 5 – 0  | ایران |
| -------------------------------------------------------------- | ------ | ----- |
| آنتال دونای ۳۱' ۴۸' ۹۰+۱' · بلا وارادی ۵۲' · میهایلی کوزما ۸۱' | Report |       |

| دانمارک                                                    | 4 – 0  | ایران |
| ---------------------------------------------------------- | ------ | ----- |
| هینو هانسن ۱۶' ۵۸' · آلان سیمونسن ۳۹' · کریستین نیگارد ۴۴' | Report |       |

| ایران           | 1 – 0  | برزیل |
| --------------- | ------ | ----- |
| مجید حلوایی ۶۳' | Report |       |

## فوتبال بازی‌های المپیک تابستانی ۱۹۷۶

### ترکیب تیم ملی در بازی‌های المپیک تابستانی ۱۹۷۶
سرمربی: حشمت مهاجرانی 
| شماره. | پست. | بازیکن              | زادروز          | سن | بازی ملی | باشگاه          |
| ------ | ---- | ------------------- | --------------- | -- | -------- | --------------- |
| ۱      | GK   | منصور رشیدی         | ۱۲ نوامبر ۱۹۴۸  | ۲۸ | ?        | تاج تهران       |
| ۲      | DF   | حسن نظری            | ۱۹ اوت ۱۹۵۶     | ۱۹ | ?        | تاج تهران       |
| ۳      | DF   | آندرانیک اسکندریان  | ۳۱ دسامبر ۱۹۵۱  | ۲۴ | ?        | تاج تهران       |
| ۴      | DF   | بیژن ذوالفقارنسب    | ۷ ژوئن ۱۹۴۹     | ۲۷ | ?        | پرسپولیس تهران  |
| ۵      | MF   | پرویز قلیچ‌خانی      | ۴ دسامبر ۱۹۴۵   | ۳۰ | ?        | پرسپولیس تهران  |
| ۶      | MF   | ابراهیم قاسمپور     | ۱۱ سپتامبر ۱۹۵۷ | ۱۸ | ?        | شاهین تهران     |
| ۷      | MF   | علی پروین           | ۲۵ سپتامبر ۱۹۴۷ | ۲۸ | ?        | پرسپولیس تهران  |
| ۸      | DF   | نصرالله عبداللهی    | ۲ سپتامبر ۱۹۵۱  | ۲۵ | ?        | راه‌آهن          |
| ۹      | FW   | ناصر نورایی         | ۱۶ ژوئن ۱۹۵۴    | ۲۲ | ?        | همای تهران      |
| ۱۰     | FW   | حسن روشن            | ۳۱ دسامبر ۱۹۵۶  | ۲۱ | ?        | تاج تهران       |
| ۱۱     | FW   | علیرضا خورشیدی      | ۱۶ مه ۱۹۵۱      | ۲۵ | ?        | همای تهران      |
| ۱۲     | MF   | حسن نایب‌آقا         | ۱۷ سپتامبر ۱۹۵۰ | ۲۵ | ?        | همای تهران      |
| ۱۳     | FW   | غلامحسین مظلومی     | ۱۳ ژانویه ۱۹۵۰  | ۲۶ | ?        | شاهین تهران     |
| ۱۴     | DF   | سهام‌الدین میرفخرایی | ۴ فوریه ۱۹۵۱    | ۲۵ | ?        | همای تهران      |
| ۱۵     | FW   | غفور جهانی          | ۱۹ ژوئن ۱۹۵۱    | ۲۵ | ?        | ملوان بندرانزلی |
| ۱۶     | MF   | علی‌رضا عزیزی        | ۱۲ ژانویه ۱۹۵۰  | ۲۶ | ?        | پرسپولیس تهران  |
| ۱۷     | GK   | ناصر حجازی          | ۱۹ دسامبر ۱۹۴۹  | ۲۶ | ?        | تاج تهران       |

### گروه C
| تیم    | بازی | برد | مساوی | باخت | گل‌زده | گل‌خورده | تفاضل‌گل | امتیاز |
| ------ | ---- | --- | ----- | ---- | ----- | ------- | ------- | ------ |
| لهستان | ۲    | ۱   | ۱     | ۰    | ۳     | ۲       | +۱      | ۴      |
| ایران  | ۲    | ۱   | ۰     | ۱    | ۳     | ۳       | ۰       | ۳      |
| کوبا   | ۲    | ۰   | ۱     | ۱    | ۰     | ۱       | −1      | ۱      |

### آمار مسابقات
| ایران               | 1 – 0  | کوبا |
| ------------------- | ------ | ---- |
| غلامحسین مظلومی ۲۸' | Report |      |

| لهستان                                    | 3 – 2  | ایران                       |
| ----------------------------------------- | ------ | --------------------------- |
| آندره زارماچ ۴۸' ۷۵' · کازیمیئرز دینا ۵۱' | Report | علی پروین ۶' · حسن روشن ۷۹' |

#### مرحله ۱/۴ نهایی
| اتحاد جماهیر شوروی                             | 2 – 1  | ایران                     |
| ---------------------------------------------- | ------ | ------------------------- |
| آلکساندر مینایف ۴۰' · ویکتور زیوایاهینتس‌اف ۶۷' | Report | پرویز قلیچ‌خانی ۸۲' (p.k.) |

#### فوتبال بازی‌های المپیک تابستانی ۱۹۸۰
تیم ملی ایران در مقدماتی المپیک ۱۹۸۰ در کشور سنگاپور شرکت کرد. ایران در این مسابقات با چین، کره شمالی، سنگاپور، هند و سریلانکا همگروه بود و در نهایت از این گروه صعود و جواز حضور در  المپیک ۱۹۸۰ مسکو را گرفت اما به دلیل تحریم المپیک از سوی ایران در این مسابقات حضور نیافت. چهره هایی همچون علی پروین، مرحوم ناصر حجازی، حسین فرکی، حمید علیدوستی، نصرالله عبدالهی، بهتاش فریبا، محمد دادکان در آن حضور داشتند. حسن حبیبی سرمربی این تیم و همیاون شاهرخی نیز دستیار وی بود.تیم ملی سوریه جایگزین تیم ملی ایران شد.

#### گروه C
| تیم                | بازی | برد | مساوی | برد | گل زده | گل خورده | تفاضل گل | امتیاز |
| ------------------ | ---- | --- | ----- | --- | ------ | -------- | -------- | ------ |
| آلمان شرقی         | ۳    | ۲   | ۱     | ۰   | ۷      | ۱        | +۶       | ۵      |
| الجزایر            | ۳    | ۱   | ۱     | ۱   | ۴      | ۲        | +۲       | ۳      |
| اسپانیا            | ۳    | ۰   | ۳     | ۰   | ۲      | ۲        | ۰        | ۳      |
| به جای ایران سوریه | ۳    | ۰   | ۱     | ۲   | ۰      | ۸        | −۸       | ۱      |